# Vinsent
Vinsent (Ви́нсент, настоящее имя — Дмитрий Владимирович Папко, бел. Дзьмітры Ўладзімеравіч Папко, род. 3 октября 1988, Ивацевичи, БССР) — белорусский певец, хип-хоп исполнитель, актёр.
Vinsent пишет и исполняет песни на белорусском языке. Изначально выступал самостоятельно, в настоящее время — в составе коллектива, под живое музыкальное сопровождение. Основная тематика песен Винсента, как определяет он сам, — социальные проблемы. Кроме написания, исполнения и записи собственных композиций Винсент переводит тексты песен на белорусский язык для других коллективов.

## Биография
Винсент родился 3 октября 1988 года в городе Ивацевичи, Белорусская ССР. Окончил факультет журналистики Белорусского государственного университета по специальности «Режиссура телевидения». В 2007 году, во время учёбы там же состоялось его первое музыкальное выступление. На факультете при участии Винсента была создана музыкальная группа, в которую в числе прочих входил Франтишек Вечёрко.
Vinsent получил известность в 2008 году как белорусскоязычный хип-хоп исполнитель. В этом году артист записал песню «Адыходзяць караблі» (рус. Отходят корабли), которая дважды заняла первое место в хит-параде белорусского музыкального портала Tuzin.fm. В феврале 2009 года на лейбле БМАgroup вышел дебютный альбом Винсента «Пачатак» (рус. Начало).
На песни Винсента «Працягваю жыць» (рус. Продолжаю жить) и «Восеньскі вальс» (рус. Осенний вальс) были сняты видеоклипы, которые выходили в эфир белорусского государственного телевидения, а сам артист получал приглашения на различные телепередачи. В 2011 году Винсент заявил, что к выходу готовится его второй альбом.
Актёрская карьера Винсента началась с анонса молодёжного фильма «Выше неба». Артист предложил режиссёру картины Андрею Курейчику написать саундтрек к фильму. В это же время происходил набор актёров на съёмки, и режиссёр предложил Винсенту поучаствовать в пробах. По их итогам Винсент был утверждён на одну из ролей фильма.
В 2011 году был снят фильм «Жыве Беларусь!», на главную роль которого был приглашён Винсент. Картина заняла второе место на чешском конкурсе фильмов Фебиофест 2013 года.
В апреле 2013 года Vinsent заявил, что по прибытии в Беларусь после съёмок «Жыве Беларусь» его начали преследовать белорусские спецслужбы: артиста вызывали на допросы, на него писались доносы; диагнозы, дававшие артисту отсрочку от армии, были аннулированы. Кроме того, по словам Винсента, ему «фактически без оснований» запретили выезд за границу.
В ноябре 2015 года выходит клип на новую песню Винсента «Жывы» (рус. Живой). После чего объявляется о выпуске нового альбома. 9 декабря 2015 года выходит второй альбом Винсента «VIR». 16 декабря 2015 года в клубе «Пляцоўка хол» прошла его презентация.
В октябре 2017 года Винсент принял участие в сборнике «(Не) расстраляная паэзія», записав песню «Метрапалітэн». Текст песни был написан на основе стихотворения убитого в 1937 году белорусского поэта Зямы Пивоварова.

## Дискография

### Альбомы
- 2009 — «Пачатак» (рус. Начало)
- 2015 — «VIR»

### Видеоклипы
- «Працягваю жыць» (рус. Продолжаю жить)
- «Восеньскі вальс» (рус. Осенний вальс)
- «Ні кроку назад» (рус. Ни шагу назад)
- «Жывы» (рус. Живой)

## Фильмография
| Год  |   | Русское название | Оригинальное название | Роль          |
| ---- | - | ---------------- | --------------------- | ------------- |
| 2012 | ф | Жыве Беларусь!   | Żyvie Biełaruś        | Мирон Захарко |
| 2012 | ф | Выше неба        | Вышэй за неба         | Макс          |